# Pristimantis ramagii
Pristimantis ramagii é uma espécie de anfíbio da família Craugastoridae. Endêmica do Brasil, onde pode ser encontrada nos estados da Paraíba, Rio Grande do Norte, Pernambuco, Alagoas, Sergipe e Bahia.